# 澂江府
澂江府，中国明、清时设置的府。

澂江府在云南省的位置（1820年）

明朝洪武十五年（1382年）改澂江路置，治所在河阳县（今云南省澄江市），辖河阳县、江川县、阳宗县、新兴州、路南州，属云南省。清朝袭之，1913年废。

## 外部連結
[在维基数据编辑]
 《欽定古今圖書集成·方輿彙編·職方典·澂江府部》，出自陈梦雷《古今圖書集成》